# Trofeo Palma 2018
La 27e édition du Trofeo Palma a lieu le 28 janvier 2018, sur un parcours de 159,6 km tracé dans les Îles Baléares, autour de Palma de Majorque. La course est la quatrième et dernière manche du Challenge de Majorque 2018. 
La course fait partie du calendrier UCI Europe Tour 2018 en catégorie 1.1.

## Présentation

### Équipes
Dix-huit équipes participent à la course - cinq WorldTeams, huit équipes continentales professionnelles, quatre équipes continentales et une équipe nationale :
| WorldTeams (5)- Movistar Team - Sky - Bora-Hansgrohe - Lotto Soudal - Trek-Segafredo Équipes continentales professionnelles (8)- Caja Rural-Seguros RGA - Burgos-BH - Fortuneo-Samsic - Sport Vlaanderen-Baloise - Euskadi Basque Country-Murias - Israel Cycling Academy - Roompot-Nederlandse Loterij - WB-Aqua Protect-Veranclassic Équipes continentales (4)- Biesse Carrera Gavardo - Fundación Euskadi - Pannon - Team Sauerland NRW p/b SKS GERMANY Équipe nationale- Espagne |
| |

## Classement final
| \| Classement général \| Classement général \| Classement général \| Classement général \| Classement général \| \| Coureur \| Coureur \| Pays \| Équipe \| Temps \| \| ------------------ \| ------------------ \| ------------------ \| --------------------------- \| ------------------ \| \| 1er \| John Degenkolb \| Allemagne \| Trek-Segafredo \| 3 h 47 min 29 s \| \| 2e \| Erik Baška \| Slovaquie \| Bora-Hansgrohe \| + 0 s \| \| 3e \| Coen Vermeltfoort \| Pays-Bas \| Roompot-Nederlandse Loterij \| + 0 s \| \| 4e \| Enrique Sanz \| Espagne \| Euskadi-Murias \| + 0 s \| \| 5e \| Carlos Barbero \| Espagne \| Movistar Team \| + 0 s \| \| 6e \| Albert Torres \| Espagne \| Espagne \| + 0 s \| \| 7e \| Jordi Warlop \| Belgique \| Sport Vlaanderen-Baloise \| + 0 s \| \| 8e \| José Joaquín Rojas \| Espagne \| Movistar Team \| + 0 s \| \| 9e \| Leonardo Basso \| Italie \| Team Sky \| + 0 s \| \| 10e \| Xavier Cañellas \| Espagne \| Espagne \| + 0 s \| |                    |           |                             |                 |
| |                    |           |                             |                 |
| Source : ProCyclingStats |                    |           |                             |                 |
| Classement général |                    |           |                             |                 |
| Coureur | Coureur            | Pays      | Équipe                      | Temps           |
| 1er | John Degenkolb     | Allemagne | Trek-Segafredo              | 3 h 47 min 29 s |
| 2e | Erik Baška         | Slovaquie | Bora-Hansgrohe              | + 0 s           |
| 3e | Coen Vermeltfoort  | Pays-Bas  | Roompot-Nederlandse Loterij | + 0 s           |
| 4e | Enrique Sanz       | Espagne   | Euskadi-Murias              | + 0 s           |
| 5e | Carlos Barbero     | Espagne   | Movistar Team               | + 0 s           |
| 6e | Albert Torres      | Espagne   | Espagne                     | + 0 s           |
| 7e | Jordi Warlop       | Belgique  | Sport Vlaanderen-Baloise    | + 0 s           |
| 8e | José Joaquín Rojas | Espagne   | Movistar Team               | + 0 s           |
| 9e | Leonardo Basso     | Italie    | Team Sky                    | + 0 s           |
| 10e | Xavier Cañellas    | Espagne   | Espagne                     | + 0 s           |

## Classements UCI
La course attribue aux coureurs le même nombre des points pour l'UCI Europe Tour 2018 et le Classement mondial UCI.
| Position           | 1er | 2e | 3e | 4e | 5e | 6e | 7e | 8e | 9e | 10e | 11e | 12e | 13e à 15e | 16e à 25e |
| Classement général | 125 | 85 | 70 | 60 | 50 | 40 | 35 | 30 | 25 | 20  | 15  | 10  | 5         | 3         |

| 1  | John Degenkolb     | Trek-Segafredo                | 125 |
| 2  | Erik Baška         | Bora-Hansgrohe                | 85  |
| 3  | Coen Vermeltfoort  | Roompot-Nederlandse Loterij   | 70  |
| 4  | Enrique Sanz       | Euskadi Basque Country-Murias | 60  |
| 5  | Carlos Barbero     | Movistar                      | 50  |
| 6  | Albert Torres      | Espagne                       | 40  |
| 7  | Jordi Warlop       | Sport Vlaanderen-Baloise      | 35  |
| 8  | José Joaquín Rojas | Movistar                      | 30  |
| 9  | Leonardo Basso     | Sky                           | 25  |
| 10 | Xavier Cañellas    | Espagne                       | 20  |